# Statistiques au cricket

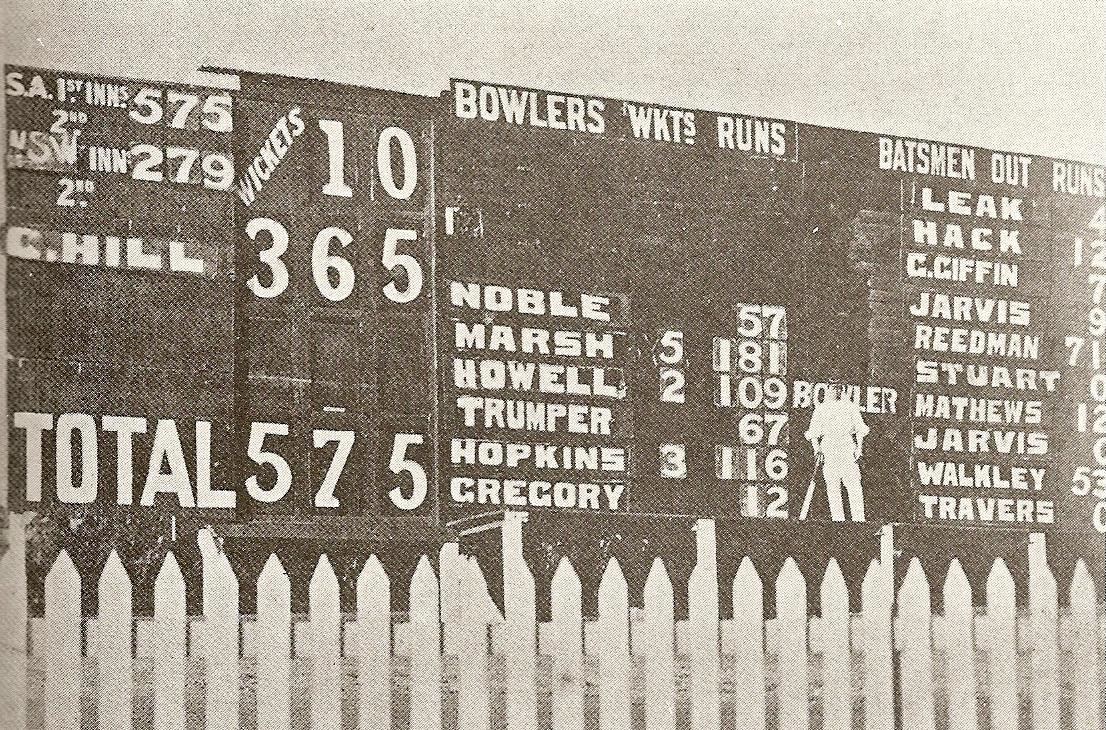
Clem Hill devant le tableau de score de l'Adelaide Oval, 1900-01.

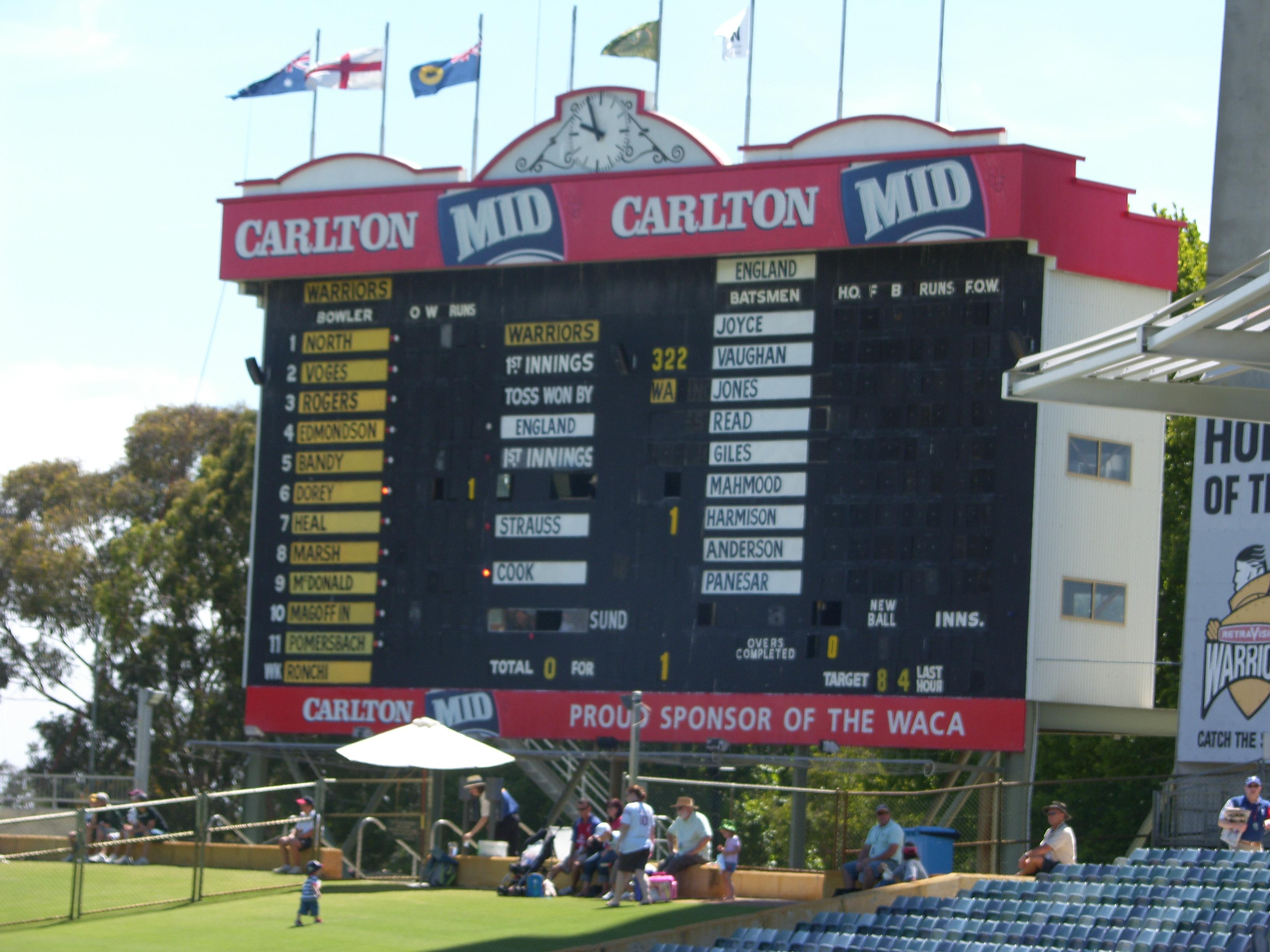
Tableau de score du WACA Ground avec les performances individuelles des joueurs.

Le cricket est un sport dans lequel sont établies de nombreuses statistiques. Les performances d'un joueur sont enregistrées pour chacun de ses matchs et pour l'ensemble de sa carrière.

## Statut des matchs
| International          | Domestique          |
| ---------------------- | ------------------- |
| Test cricket           | First-class cricket |
| One-day International  | List A cricket      |
| Twenty20 international | Twenty20            |

Au plus haut niveau international masculin et féminin, trois formes de jeu cohabitent : le Test cricket, le One-day International, le Twenty20 international. Les statistiques des joueurs et équipes sont enregistrées séparément pour chacune de ces formes de jeu. Comme le Test cricket est l'équivalent international du first-class cricket, qui se joue au niveau domestique, les statistiques de first-class cricket incluent celles du Test cricket, mais la réciproque est fausse. La même situation se présente pour le One-day International, qui est une forme de List A cricket, et pour le Twenty20 international, qui est une forme de Twenty20.
Cependant, certaines équipes internationales, qui ne sont pas habilitées à jouer les formes de jeu existant au plus haut niveau, voient leur matchs internationaux classés en first-class cricket, List A cricket ou Twenty20.
Enfin, les autres équipes internationales et domestiques, d'un niveau encore inférieur, ne reçoivent aucune classification particulière pour leurs matchs, au mieux reconnus comme « officiels » par l'International Cricket Council.

## Statistiques enregistrées

### Statistiques en match

#### Statistiques individuelles
Pour un joueur en position de batteur, on enregistre principalement le nombre de runs qu'il marque au cours d'une manche, le temps passé sur le terrain, le nombre de balles jouées, la manière dont il a été éliminé et par quel ou quels adversaires. Pour un lanceur, sont enregistrées le nombre d'overs lancés, le nombre qui en sont maiden, le nombre de courses concédées et le nombre de guichets pris, c'est-à-dire de joueurs éliminés.
| | O  | M | R  | W | w | n |
| --- | -- | - | -- | - | - | - |
| Warne | 10 | 0 | 42 | 3 | 0 | 0 |
| O : overs joués, M : maiden overs, R : runs concédés, W : wickets pris, w : wides concédés, n : no-balls concédées |    |   |    |   |   |   |

| | Méthode d'élimination | R  | M  | B  | 4 | 6 |
| --- | --------------------- | -- | -- | -- | - | - |
| Kirsten | c Boon b May          | 42 | 85 | 51 | 3 | 0 |
| R : runs marqués, M : minutes passées sur le terrain, B : balles jouées, 4 : fours marqués, 6 : six marqués |                       |    |    |    |   |   |

Que ce soit en match ou en carrière, on peut calculer l'« economy » d'un lanceur, c'est-à-dire le nombre moyen de runs qu'il a concédé par over qu'il a lancé, obtenu en divisant le nombre total de runs qu'il a concédé par le nombre d'overs qu'il a lancé.
L'expression « strike rate » fait références à deux statistiques : pour un lanceur, il s'agit du nombre moyen de lancers par joueur éliminé. Pour un batteur, c'est le nombre moyen de runs marqués pour cent balles jouées.

## Acteurs

### Marqueurs
Selon les lois du cricket, écrites par le Marylebone Cricket Club, deux personnes appelées marqueurs sont chargées, à chaque match, de relever les courses marquées, les guichets pris et le nombre de séries lancées. Les deux marqueurs doivent régulièrement vérifier que leurs données concordent.